# Макалу
Макалу (на китайски: 马卡鲁山, Mǎkǎlǔ Shān) е петият по височина връх в света. Намира се на 22 km източно от Еверест на границата между Тибет и Непал. Висок е 8463 m, но понякога височината му се дава като 8481 или 8485 m. Счита се за един от най-трудните за изкачване върхове.
Първата успешна експедиция е през 1955 година и е френска. На 15 май 1955 г. на върха се изкачват Лионел Тере и Жан Кузи, като Тере филмира финалните крачки на Кузи. В следващите два дни върха достигат и останалите членове на експедицията и така осъществяват считаното за недостижим идеал – изкачване на осемхилядник от целия алпийски тим.
Първото българско изкачване на Макалу е на 18 май 1998 г. от Иван Вълчев, Здравко Петков, Запрян Хорозов и Дойчин Василев. През 2016 г. върхът е изкачен и от Боян Петров и Атанас Скатов.